# ТЕС Танджунг-Бату
0°23′0.9″ пд. ш. 117°3′6″ сх. д. / 0.383583° пд. ш. 117.05167° сх. д.
ТЕС Танджунг-Бату – теплова електростанція на індонезійському острові Калімантан.
В 1997 році на майданчику станції став до ладу парогазовий блок комбінованого циклу потужністю 60 МВт, в якому дві газові турбіни потужністю по 20 МВт живлять через котли-утилізатори одну парову турбіну з таким саме показником.
В 2014-му розпочали роботу дві встановлені на роботу у відкритому циклі газові турбіни потужністю по 80 МВт, відомі також як пікова ТЕС Калтім 1. 
Для видалення продуктів згоряння парогазового блоку використовують два димаря заввишки по 80 метрів, тоді як газові турбіни черги Калтім 1 мають димарі по 26 метрів.
Щонайменше з 2005 року ТЕС використовувала блакитне паливо, яке мало надходити із розташованих поруч газових родовищ Бінангат та Семберах. Втім, трубопровід від Семберах довжиною 16 км так і не побудували, а запаси Бінангат вичерпались дуже швидко. Як наслідок, з 2013 року станція була змушена працювати на нафтопродуктах, які доправляють у танкерах по річці Махакам, на березі якої знаходиться майданчик ТЕС. В 2019-му для станції подали продукцію ще одного малого родовища Кутай-Лама-Північ, для чого проклали газопровід до Бінангат довжиною 33 км та діаметром 200 мм. Втім, принциповим вирішенням проблеми стало спорудження в 2021 році газопроводу Бадак – Танджунг-Бату, який надав доступ до потужних центрів газової промисловості на східному узбережжі Калімантану та створив передумови для спорудження на ТЕС Танджунг-Бату ще одного парогазового блоку потужністю 295 МВт (цей проект планують завершити у другій половині 2020-х років).